# Vigone
Vigone (piemontiul: Vigon) település Olaszországban, Lombardia régióban, Torino megyében. Lakosainak száma 5055 fő (2023. január 1.). Vigone Buriasco, Cavour, Macello, Villafranca Piemonte, Cercenasco, Pancalieri és Virle Piemonte községekkel határos.

## Népesség
A település népességének változása:
| Lakosok száma | 5177 | 5168 | 5163 | 5055 |
|               | 2017 | 2018 | 2019 | 2023 |